# U-442
Unterseeboot 442 foi um submarino alemão do Tipo VIIC, pertencente a Kriegsmarine que atuou durante a Segunda Guerra Mundial.
O U-442 esteve em operação entre os anos de 1942 e 1943, realizando neste período duas patrulhas de guerra, nas quais afundou quatro navios aliados. Foi afundado no dia 12 de fevereiro de 1943 por cargas de profundidade lançados por uma aeronave britânica Hudson, causando a morte de todos os 48 tripulantes.

## Comandantes
| Comandante                 | Data                                          |
| -------------------------- | --------------------------------------------- |
| FrgKpt. Hans-Joachim Hesse | 21 de março de 1942 - 12 de fevereiro de 1943 |

## Subordinação
| Período                                        | Flotilha                  |
| ---------------------------------------------- | ------------------------- |
| 21 de março de 1942 - 30 de setembro de 1942   | 5. Unterseebootsflottille |
| 1 de outubro de 1942 - 12 de fevereiro de 1943 | 7. Unterseebootsflottille |

## Operações conjuntas de ataque
O U-442 participou das seguinte operações de ataque combinado durante a sua carreira:
- Rudeltaktik Luchs (27 de setembro de 1942 - 6 de outubro de 1942)
- Rudeltaktik Panther (6 de outubro de 1942 - 12 de outubro de 1942)
- Rudeltaktik Leopard (12 de outubro de 1942 - 19 de outubro de 1942)
- Rudeltaktik Veilchen (27 de outubro de 1942 - 4 de novembro de 1942)
- Rudeltaktik Delphin (26 de dezembro de 1942 - 12 de fevereiro de 1943)